# Beni (cantante)
Beni (reso graficamente come BENI), in passato nota come Beni Arashiro (安良城 紅?, Arashiro Beni), pseudonimo di Beni Daniels (Prefettura di Okinawa, 30 marzo 1986), è una cantante giapponese.
Ha debuttato nel 2004 con l'etichetta Avex Trax. Nel 2008, la Arashiro ha lasciato la Avex Trax e si è trasferita alla Universal Music Japan dove ha iniziato ad esibirsi semplicemente come Beni.
È stata inizialmente conosciuta per il suo singolo del 2004 Here Alone, benché i singoli successivi al suo trasferimento alla Universal (come Mō Ichi do... con Dohzi-T, Mō Nido to... e Kiss Kiss Kiss) lo abbiano sorpassato.

## Biografia e carriera

### Inizi
Nata nella prefettura di Okinawa, si è poi trasferita in California ed in seguito a Yokohama. Suo padre è americano di origini bianche ed indiane-americane, and mentre sua madre è giapponese. Le sue maggiori influenze sono rappresentate da Namie Amuro, Alicia Keys e la cantante preferita di suo padre Janet Jackson. Si è diplomata alla Nile C. Kinnick High School presso la base navale di Yokosuka, Giappone. Si è laureata in sociologia presso l'Università di Sofia.
Fin da giovane desiderava diventare una cantante, e grazie alle inclinazioni musicali dei suoi genitori ha iniziato a studiare pianoforte. Dato che i suoi genitori vivevano oltremare, ha viaggiato per molto tempo fra il Giappone e l'America, cosa che le ha fatto conoscere tanto la musica giapponese quanto quella d'oltremare. Quando si trovava in Giappone, Beni ha partecipato al Kokuminteki Bishōjo Contest, uno dei più grandi concorsi per talenti. È riuscita a giungere sino alle finali, benché non avesse mai avuto alcun allenamento specifico. Quando un suo demo è stato visto dalla Avex Trax, i produttori sono rimasti talmente colpiti dalla sua voce, dal suo aspetto e dalla sua pronuncia inglese, che hanno deciso di proporle un contratto e farla debuttare immediatamente. Beni diventa quindi un membro delle Bishōjo Club 31, e la prima ad avviare una carriera da solista, mentre era ancora membro del gruppo. Il suo primo singolo, intitolato Harmony viene pubblicato il 9 giugno 2004, ed utilizzato come tema musicale del drama televisivo Reikan Bus Guide Jikenbo.

### 2004–2005: Il primo album
Il suo secondo singolo, intitolato  Infinite... mostra un lato differente di Beni. La canzone ha un sound maggiormente R&B e Beni ha la possibilità di mostrare il proprio talento nella danza nel video musicale. Il brano Infinite... è anche la sigla iniziale della trasmissione musicale Count Down TV a ottobre 2004.
Il suo terzo singolo, pubblicato il 25 novembre, è Here Alone, utilizzata come sigla di chiusura del popolare drama televisivo Kurokawa no Techo. Benché il singolo non ottiene particolare successo, il brano in sé diventa molto popolare. Qualche mese dopo Here Alone, un album intitolato Beni ed un singolo intitolato Miracle vengono pubblicati il 7 febbraio 2005. Il singolo non ottiene grandi risultati, l'album ottiene un'ottima accoglienza anche grazie alla variazione di stile musicale. In seguito alla pubblicazione dell'album, Beni vince il diciannovesimo Japan Gold Disc Awards nella categoria "Nuovo artista dell'anno".

### 2005–2006:Girl 2 Lady
Grazie alla sua popolarità, Beni ottiene un contratto con l'azienda di cosmetica KOSE per promuovere una nuova linea di makeup. Nel primo spot televisivo della campagna, viene promosso anche il suo nuovo singolo, intitolato Hikari no Kazu dake Glamorous. Il singolo include anche una cover di Call Me, Beep Me di Christina Milian, che è la sigla della serie animata della Disney, Kim Possible. Il video del brano non viene soltanto promosso negli Stati Uniti, ma anche in altri sessantotto paesi in tutto il mondo. Il singolo tuttavia debutta alla quarantesima posizione della classifica Oricon. Intanto, Beni diventa anche testimonial dell'azienda di dolciaria Glico.
Quasi sei mesi dopo, viene pubblicato il suo sesto singolo Cherish, che serve come tema d'apertura per Ongaku Senshi MUSIC FIGHTER and POWER PLAY in onda su NTV. Il lato B del singolo, intitolato Goal viene invece utilizzato come terza sigla di chiusura dell'anime Eyeshield 21. Due mesi dopo, il 22 febbraio 2006 (un anno dopo l'uscita del suo album di debutto Beni), viene pubblicato il suo secondo album, intitolato Girl 2 Lady. L'album viene promosso anche grazie alla seconda ondata di spot pubblicitari della KOSE, il cui tema musicale, è il branoFLASH, pubblicato come singolo digitale. L'album tuttavia, al suo massimo raggiunge la posizione numero 87 della classifica Oricon. Poco dopo la pubblicazione dell'album, Beni debutta come attrice teatrale nel musical The Beautiful Game di Andrew Lloyd Webber, in cui interpreta la protagonista femminile.

### 2006–2008:Gem
Per via della sua partecipazione al musical, ci vuole molto tempo prima che Beni possa pubblicare del nuovo materiale. Quando le date del musical terminano nel 2006, Beni inizia a lavorare come modella per Cecil McBee, una delle più grandi aziende di abbigliamento giapponese, destinato alle adolescenti ed alle giovani donne. Contemporaneamente è anche la conduttrice di Tokyo Kawaii TV, programma di moda in onda su NHK, in cui Beni parla dei nuovi trend giovanili del Giappone. Quando viene scelta per essere la nuova testimonial della Orion Beer, viene finalmente annunciato un nuovo singolo, che verrà pubblicato il 20 settembre. Il suo settimo singolo si intitola How Are U?, ed è il primo della sua carriera a non riuscire neppure ad entrare in classifica. Il suo ottavo singolo, intitolato Luna è la sigla finale del drama televisivo Warui Yatsura. Questo singolo raggiunge la settantasettesima posizione della classifica Oricon. Il 24 aprile 2007 viene pubblicato il suo terzo album intitolato Gem. L'album debutta alla posizione numero 114 della classifica Oricon.
Poco dopo la pubblicazione dell'album, Beni parte per il suo primo tour da solista. In seguito al tour, viene annunciato che Beni debutterà come attrice in un film intitolato Bra Bra Ban Ban, che uscirà ne cinema di tutta la nazione a marzo. Beni canta anche il tema musicale del film, che sarebbe dovuto uscire come singolo. Tuttavia, il sito ufficiale rimuove la notizia della pubblicazione del singolo, sostituendola con quella dell'uscita del suo primo greatest hits, intitolato Chapter One: Complete Collection, in cui è incluso un DVD con un riassunto del tour.

### 2008–2011: Da Beni Arashiro a Beni
A giugno 2008, il rapper giapponese Dohzi-T collabora con Beni nel brano Mō Ichi do..., che ottiene oltre due milioni di download digitali. A ottobre 2008, viene annunciato che Beni ha lasciato l'etichetta Avex Trax per trasferirsi alla Universal Music Japan, ed avrebbe scritto le proprie canzoni. Contemporaneamente, cambia il proprio nome d'arte a Beni ed interrompe la sua attività di attrice. Il suo primo singolo con la Universal, Mō Nido to..., è un brano di risposta a Mō Ichi do.... Il singolo viene reso disponibile digitalmente il 12 novembre, e debutta alla prima posizione della classifica delle suonerie per cellulare più scaricate del giorno. Il 28 novembre viene presentato su YouTube il video ufficiale del brano, che si classifica al primo posto dei video musicali favoriti dagli utenti giapponesi di YouTube. Il cd fisico del singolo, pubblicato il 10 dicembre 2008, si classifica alla ventesima posizione della classifica Oricon.
Il suo singolo successivo, Kiss Kiss Kiss, viene pubblicato l'8 aprile 2009. Nonostante il fatto che il singolo non vada oltre la quarantesima posizione della classifica Oricon, il brano raggiunge la prima posizione della classifica digitale RIAJ Digital Track Chart. Il 10 giugno viene pubblicato il singolo Koi Kogarete, utilizzato nella campagna pubblicitaria della linea di abbigliamento Forever 21. Il singolo debutta alla nona posizione della classifica RIAJ Digital Track Chart, ma non supera la settantesima della classifica Oricon. Il 2 agosto 2009 viene pubblicato Zutto Futari de, in cui è incluso come lato B il brano With U, utilizzato per al campagna promozionale della Orion Beer. Il singolo debutta alla sesta posizione della RIAJ Digital Track Chart, ma non va oltre la sessantasettesima della Oricon.
Il nuovo album di Beni, intitolato Bitter & Sweet viene pubblicato il 2 settembre 2009. L'album arriva alla quinta posizione della classifica Oricon, vendendo circa 30 000 copie nella sua prima settimana nei negozi, e diventando il suo maggior successo, sia di classifica che di vendite. Alla fine Bitter & Sweet verrà certificato disco d'oro dalla RIAJ per aver superato le 100 000 copie. Successivamente parte il Bitter & Sweet Release Tour, il cui successo spinge gli organizzatori ad aggiungere nuove date. Il 9 ottobre, il sito ufficiale di Beni annuncia la pubblicazione di un nuovo singolo a tiratura limitata, intitolato KIRA☆KIRA☆, che verrà pubblicato l'11 novembre.
Il 16 dicembre, viene pubblicato un nuovo singolo, intitolato Sign, a cui collabora il gruppo musicale MURUA. Una settimana dopo la pubblicazione di Sign, viene annunciato un nuovo singolo, intitolato Bye Bye, sigla di chiusura della serie televisiva Hey! Hey! Hey! Music Champ, insieme alla pubblicazione di un album legato al recente tour, intitolato Bitter & Sweet Release Tour Final che contiene anche un DVD del tour. Entrambi i dischi vengono pubblicati il 10 marzo 2010. Il 15 aprile viene annunciato un nuovo singolo intitolato Yurayura/Gimme Gimme. Il brano Gimme Gimme è l'accompagnamento musicale della nuova campagna pubblicitaria della Kao Biore Body Deli. Il singolo raggiunge la ventesima posizione della classifica Oricon, che a parte Mō Nido to..., rappresenta il suo singolo più alto in classifica dopo il suo passaggio alla Universal. In seguito al successo di Yurayura/Gimme Gimme, viene annunciato il suo nuovo album Lovebox, che sarà pubblicato il 2 giugno 2010. Lovebox debutta alla prima posizione della classifica Oricon, prima volta per la cantante.
Il 7 luglio 2010, viene annunciato che BENI pubblicherà un nuovo singolo intitolato Heaven's Door. Il singolo serve per la promozione della linea di abiti da sposa creati da Beni e chiamata Rouge de BENI, tutti disegnati dalla stessa cantante. Il singolo viene pubblicato l'11 agosto 2010. L'8 ottobre, parte il tour Lovebox 2010 accompagnato da Rouge de BENI. Il 15 ottobre, il sito ufficiale di Beni annuncia la pubblicazione di un nuovo singolo a tiratura limitata, intitolato 2Face, che sarà pubblicato il 24 novembre. Il 5 novembre, viene annunciato un nuovo album intitolato Jewel che sarà pubblicato l'8 dicembre 2010. Il 9 febbraio 2011, viene annunciato sul sito ufficiale il secondo album live, intitolato Lovebox Live Tour, contenente un DVD con materiale dal vivo.

### 2011 - presente
Dopo la pubblicazione di Lovebox Live Tour, Beni pianifica di partire in tour per promuovere Jewel dalla fine di marzo ala fine di aprile. Tuttavia, il tour viene posticipato in seguito al terremoto e maremoto del 2011, ed inizia alla fine di giugno. Il 9 maggio, viene annunciato un nuovo singolo, intitolato Suki Dakara, che sarà pubblicato l'8 giugno 201. Benché le vendite fische del singolo non brillino, va molto meglio con i download. Il 14 settembre viene pubblicato un altro singolo, un doppio lato A Koe wo Kikasete/Crazy Girl. Anche in questo caso, il singolo in versione digitale ottiene buoni risultati. Segue a breve distanza, un altro singolo Darlin, pubblicato il 12 ottobre, utilizzato per promuovere la nuova Kansai Collection. Infine viene annunciato il quarto album, intitolato Fortune, nei negozi il 2 novembre.
Il 7 dicembre, Beni viene annunciato il terzo album dal vivo della cantante Jewel Concert Tour ed un nuovo singolo intitolato Eien. Entrambi vengono pubblicati il 25 gennaio 2012. Il 6 febbraio 2012, sul sito ufficiale della cantante viene annunciata la pubblicazione del primo album di cover di Beni, ch ricanterà in inglese alcuni celebri brani in giapponese di alcuni suoi colleghi maschi.

## Discografia
- 2005: Beni
- 2006: Girl 2 Lady
- 2007: Gem
- 2009: Bitter & Sweet
- 2010: Lovebox
- 2010: Jewel
- 2011: Fortune
- 2013: Red
- 2015: Undress